# Бабель, Балаж
Ба́лаж Ба́бель (венг. Bábel Balázs; род. 18 октября 1950, Дьон, Венгрия) — католический прелат, архиепископ Калочи-Кечкемета с 25 июня 1999 года.

## Биография
19 июня 1976 года Балаж Бабель был рукоположён в священника.
24 февраля 1999 года Римский папа Иоанн Павел II назначил Балажа Бабеля вспомогательным епископом архиепархии Калочи-Кечкемета. 10 апреля 1999 года состоялось рукоположение Балажа Бабеля в епископа, которое совершил архиепископ Эстергома-Будапешта кардинал Ласло Паскаи в сослужении с архиепископом Калочи-Кечкемета Ласло Данко и епископом Ваца Ференцем Кестхейи.
25 июня 2006 года Римский папа Бенедикт XVI назначил Балажа Бабеля архиепископом Калочи-Кечкемета.